# William Hobbs

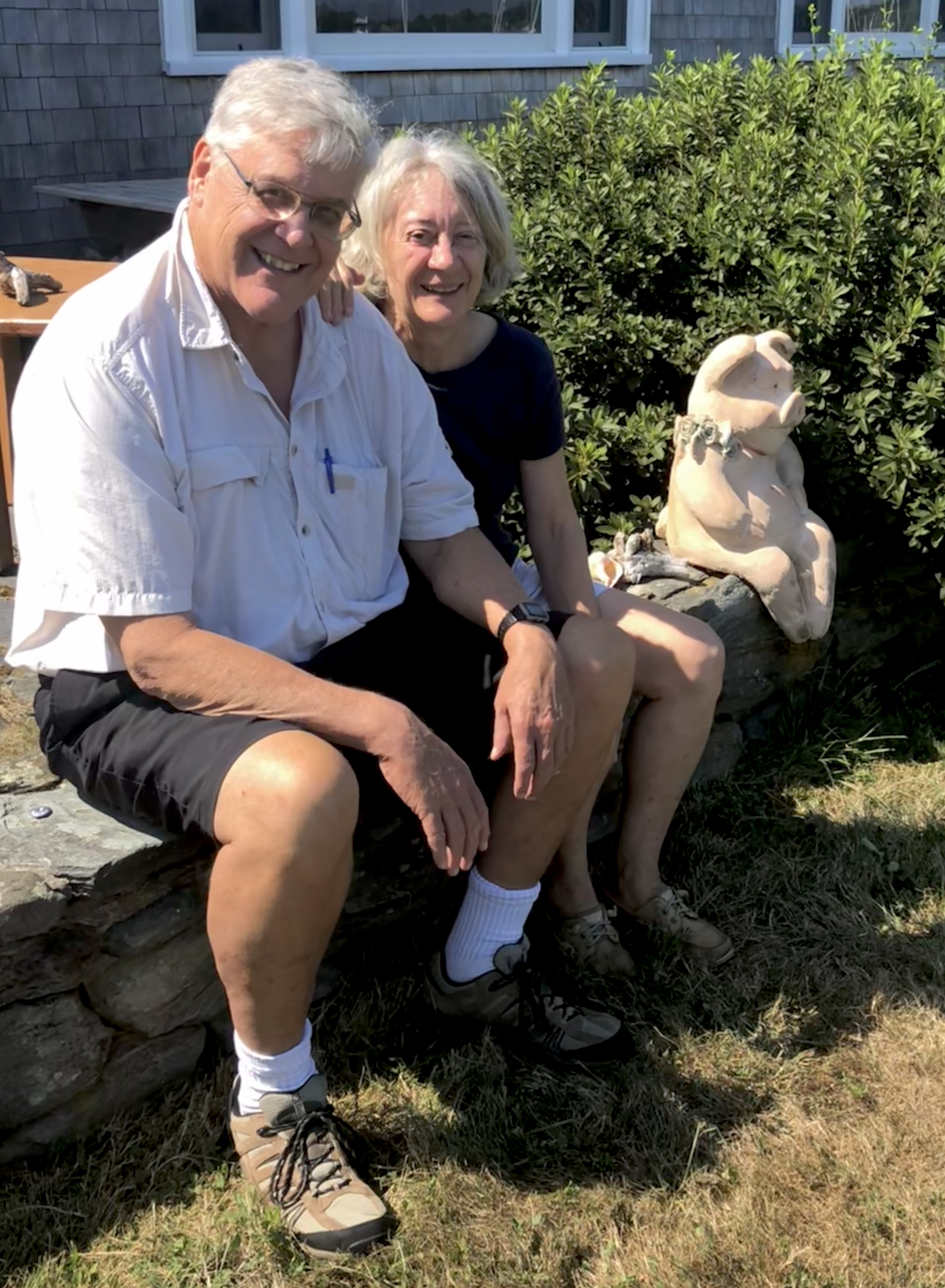
William Hobbs und seine Frau (2018)

William „Bill“ Barton Rogers Hobbs (* 30. Juli 1949 in Ponce, Puerto Rico; † 4. Januar 2020 in Dartmouth, Massachusetts) ist ein ehemaliger  Ruderer aus den Vereinigten Staaten. Er war mit dem Achter Olympiazweiter 1972.

## Karriere
William Hobbs studierte an der Harvard University. Bei den Olympischen Spielen 1968 trat er zusammen mit Richard Edmunds und Steuermann Stewart MacDonald im Zweier mit Steuermann an. Die Crew belegte im Vorlauf den zweiten Platz und erreichte als drittplatziertes Boot des Halbfinales das Finale. Dort ruderten sie auf den fünften Platz. 1969 und 1970 ruderte William Hobbs im Achter der Harvard University.
Bei den Olympischen Spielen 1972 in München waren 15 Achter am Start. Der Achter aus den Vereinigten Staaten mit Lawrence Terry, Franklin Hobbs, Peter Raymond, Timothy Mickelson, Eugene Clapp, William Hobbs, Cleve Livingston, Michael Livingston und Paul Hoffman gewann den ersten Vorlauf vor dem Boot aus der Bundesrepublik Deutschland. Im Halbfinale belegte der Achter aus den USA den dritten Platz hinter den Achtern aus der DDR und aus der UdSSR. Im Finale siegte das Boot aus Neuseeland mit über zweieinhalb Sekunden Vorsprung, dahinter kämpften die Boote aus den USA und aus der DDR um den zweiten Platz, im Ziel hatten die Amerikaner sechs Hundertstelsekunden Vorsprung und erhielten die Silbermedaille. Im Achter von 1972 ruderte auch sein älterer Bruder Franklin Hobbs.
William Hobbs machte seinen MBA an der Harvard Business School. Er war dann in der Finanzplanung tätig und stieg später bis zum CEO von Investmentfirmen auf.